# Kasama, Zambia
Kasama är huvudort i provinsen Northern. Den hade 170 929 invånare 2000. 
Staden växte betydligt under 1970- och 1980-talen efter byggandet av Tazara-järnvägen genom staden och Great North Road från Mpika via Kasama till Mbala. Den är centrum för ett vägnät som når Luapula i väst, Mporokoso i nordväst, Isoka i öst och Kayambi i nordöst. Följden är att den har blivit ett kommersiellt centrum med banker, marknader, tjänsteföretag och flygplats.